# Oison
Oison település Franciaországban, Loiret megyében. Lakosainak száma 122 fő (2022. január 1.). Oison Chaussy, Aschères-le-Marché, Bazoches-les-Gallerandes, Lion-en-Beauce, Ruan és Tivernon községekkel határos.

## Népesség
A település népességének változása:
| Lakosok száma | 144  | 129  | 101  | 125  | 137  | 132  | 130  | 132  | 129  | 122  |
|               | 1968 | 1982 | 1990 | 2006 | 2013 | 2015 | 2017 | 2019 | 2020 | 2022 |